# Lago Manitou

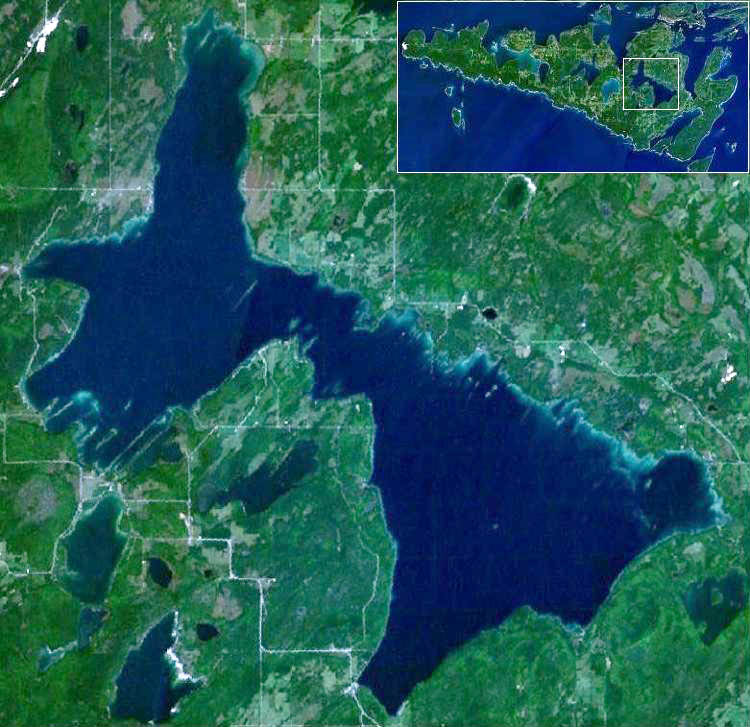
Imagen satelital del lago Manitou.

El lago Manitou es el lago más grande de la isla Manitoulin (19,8 kilómetros) en Ontario (Canadá). También es el mayor lago en una isla lacustre en el mundo. Dado que la propia isla Manitoulin está en el lago Hurón, uno de los Grandes Lagos, Manitou se califica como el mayor "lago en un lago". El lago Manitou tiene una superficie de aproximadamente 104 kilómetros cuadrados y es drenado por el río homónimo. También hay una serie de pequeñas islas en este lago, haciéndolas islas en un lago en una isla en otro lago.